# 런던 브리지 작전
런던 브리지 작전(영어: Operation London Bridge) 또는 코드명 런던 교가 떨어졌다(London Bridge is down)는 엘리자베스 2세가 사망한 후에 영국에서 행해지는 각종 행사 등의 계획으로, 구체적으로는 여왕의 죽음 공표, 공식 복장 기간, 국장의 상세 계획 등이 검토되고 있다. 그 중 몇 가지 중요한 항목은 여왕 자신이 결정했었지만, 여왕 사후에 후계자인 아들 찰스가 결정하는 것도 있다.